# Камінчак
Камінча́к (Thamnolaea) — рід горобцеподібних птахів родини мухоловкових (Muscicapidae). Представники цього роду мешкають в Африці на південь від Сахари.

## Систематика
Раніше камінчаків відносили до родини дроздових (Turdidae), однак за результатами низки молекулярно-генетичних досліджень були віднесені до мухоловкових. Найближчими родичами камінчаків є смолярики з роду Myrmecocichla.

## Види
Виділяють два види:
- Камінчак рудочеревий (Thamnolaea cinnamomeiventris)
- Камінчак білоголовий (Thamnolaea coronata)[5]

Білогорлого камінчака раніше відносили до роду Thamnolaea, однак за результатами молекулярно-філогенетичного дослідження він був переведений до роду Скеляр (Monticola).

## Етимологія
Наукова назва роду Thamnolaea походить від сполучення слів дав.-гр. θαμνος — кущ і λαιος — дрізд.